# Sansevieria pfisteri
Espèce
Classification APG III (2009)
Sansevieria pfisteri, également appelée Dracaena pfisteri, est une espèce de plantes de la famille des Liliaceae et du genre Sansevieria.

## Description
Plante succulente, Sansevieria pfisteri est une espèce de sansevières à feuilles épaisses et longues (environ 60 cm en moyenne) de couleur vert-clair avec des striures plus claires, lisses, et présentant des bords brunâtres. Elles poussent en bouquet de quatre à quinze feuilles par pied disposées symétriquement et en opposition.
Elle a été identifiée comme espèce à part entière en 2009 par le botaniste zimbabwéen David J. Richards.

## Distribution et habitat
L'espèce est présente en Afrique australe tropicale dans le sud de l'Angola.

## Synonymes et cultivars
L'espèce porte le nom synonyme :
- Dracaena pfisteri